# Чулков Сергій Анатолійович
Сергі́й Анато́лійович Чулко́в (нар. 5 квітня 1939) — український театральний режисер, заслужений діяч мистецтв України, головний режисер Академічного музично-драматичного театру ім. Лесі Українки міста Кам'янського.

## Життєпис
Походить з родини акторів, виростав в Ленінграді.
Знявся у епізодичних ролях у фільмах «Кортик» (1954) та «Два капітани» (1955); працював освітлювачем, радистом.
1971 року закінчив Ленінградський державний інститут театру, музики та кінематографу (серед викладачів — Георгій Товстоногов). Працював у Красноярську, Іжевську, режисером в Північно-Казахстанському обласному драматичному театрі, Криворізькому російському театрі драми та музичної комедії, Дніпропетровському театрі юного глядача, Дніпропетровському російському драматичному театрі.
В 1990—1994 та 1997—2006 роках — головний режисер Дніпродзержинського музично-драматичного театру ім. Лесі Українки, з 2007 — його художній керівник. Один із засновників театрального фестивалю «Класика сьогодні». Лауреат театральної премії «Січеславна».
2009 року вдостоєний диплома «За підтримку талановитої творчої молоді».
2010 року постановка спектакля «Діоген» Б. Рацера та Володимира Константинова в Дніпропетровському театрі ім. Шевченка відзначена як «найкращий драматичний спектакль».
У 2012 році отримав відзнаку «найкраща режисерська робота» — за спектакль «Ханума» в Дніпродзержинському театрі, 2013-го — відзнаку «Найкращий драматичний спектакль» — за постановку спектакля «Тартюф» Мольєра та спеціальним дипломом «За єдність і гармонію в керівництві театром» — разом з директоркою театру Маргаритою Кудіною (його дружина).

## Роботу у театрі
Академічний музично-драматичний театр імені Лесі Українки міста Кам'янського
- «Колія» В. Арро, 1986,
- «Нельська вежа» О. Дюма, 1991,
- «Підступність і кохання» Ф. Шиллера, 1992,
- «Мірандоліна» Карло Ґольдоні, 1992,
- «Дванадцята ніч» В. Шекспіра, 1993,
- «Біда від ніжного серця» В. Соллогуба і Д. Ленського, 1993,
- «Марія Стюарт» Ф. Шіллера, 1998,
- «Не вір очам своїм», Жан-Жак Брікер, Моріс Ласег, 1998,
- «Червоненька квіточка», Леонід Браусевич, Ірина Карнаухова, 1998,
- «Винахідлива закохана», Лопе де Вега, 1999,
- «Блез», Клод Маньє, 1999,
- «Принцеса та Сажотрус», Л. Жуховицький, 2000,
- «Камінний господар», Леся Українка, 2000,
- «Попелюшка» Е. Шварца, 2001,
- «За зачиненими дверима» Ж.-П. Сартра, 2001,
- «Господиня готелю» К. Гольдоні, 2001,
- «Одного разу в Тралаландії», В. Зимін, 2001,
- «Кохання вчотирьох або Квадратура кола» В. Катаєва, 2002,
- «Свої люди — поквитаємося (Банкрут)», О. Островського, 2002,
- «Снігова королева» Е. Шварца, 2002,
- «Кажан» Й. Штрауса, лібретто М. Ердмана та М. Вольпіна, 2002,
- «Розлучення по-французьки», Франсуа Кампо, 2003,
- «Дами та гусари» А. Фредро, 2004,
- «Бременські музики», Г. Гладкова, Ю. Ентіна, В. Ліванова, 2005,
- «Сільва» І. Кальмана, лібрето Лео Штайна та Б. Єнбаха, 2006,
- «Дама-невидимка» П. Кальдерона, 2006,
- «Прокинься і співай!», Міклош Дьярфаш, 2007,
- «Доньки-матері», О. Мардань, 2007,
- «Антігона», Жан Ануй, 2008,
- «Женихання» М. Гоголя, 2009,
- «Мій бідний Марат», О. Арбузов, 2010,
- «Папа в павутині», Р. Куні, 2011,
- «Ханума» А. Цагарелі, 2011,
- «Любов-любов або Як ми „попали“!», М. Камолетті, 2012,
- «Тартюф» Мольєра, 2013;
- «Гамлет» В. Шекспіра, 2016;

Могильовський обласний драматичний театр ім. В. І. Дуніна-Марцинкевича
- «Ліс» О. Островського